# Ruta de Illinois 154
La Ruta de Illinois 154, y abreviada IL 154 (en inglés: Illinois Route 154) es una carretera estatal estadounidense ubicada en el estado de Illinois. La carretera inicia en el sur desde la IL 3  , IL 159 , GRR 1  en Red Bud hacia el norte en la IL 37     en Whittington. La carretera tiene una longitud de 102,4 km (63.63 mi).

## Mantenimiento
Al igual que las autopistas interestatales, y las rutas federales y el resto de carreteras estatales, la Ruta de Illinois 154 es administrada y mantenida por el Departamento de Transporte de Illinois por sus siglas en inglés IDOT.